# Стејнћер
Стејнћер (норв. Steinkjer) је град у Норвешкој. Налази се у покрајини Средишње Норвешке и седиште је и највећи град округа Северни Тренделаг.
Према подацима о броју становника из 2011. године у Стејнћеру живи око 12 хиљада становника, док у општини живи преко 21 хиљада становника.

## Географија
Град Стејнћер се налази у средишњем делу Норвешке. Од главног града Осла удаљен је 620 km северно.
Рељеф: Стејнћер се налази на западној обали Скандинавског полуострва. Град се развио уз Трондхејмски фјорд. Северно од града пружа се бреговито подручје северног Тренделага, док са истока град окружују планине. Сходно томе, надморска висина града иде од 0 до 100 м надморске висине.
Клима: Клима у Стејнћеру је континентална са истовременим утицајем и Атлантика и Голфске струје и Арктика. Она је оштрија него у већем делу Норвешке јужно, али је и знатно блажа од других подручја на сличној географској ширини.
Воде: Стејнћер се развио као морска лука на обали Трондхејмског фјорда, великог залива Северног мора. Залив није отворен ка мору, већ је са њим везан узаним теснацем Скарнсундет.

## Историја
Први трагови насељавања на месту данашњег Стејнћера јављају се у доба праисторије, али насеље није иамло већи значај до 19. века. Стејнћер је 1857. године добио градска права, што је био увод у значајан развој града у 19. веку.
Током петогодишње окупације Норвешке (1940—45) од стране Трећег рајха Стејнћер и његово становништво нису значајније страдали.

## Становништво
Данас Стејнћер са предграђима има око 12 хиљада у градским границама и преко 21 хиљаду у ширем градском подручју. Последњих година број становника у граду се повећава по годишњој стопи од 0,3%.

## Привреда
Привреда Стејнћера се заснива на индустрији и лучким делатностима. Данас се све више развијају трговина и услуге.

## Збирка слика
- Градска кућа Стејнћера
- Саборна црква
- Радна зона у Стејнћеру